# John Braine
John Gerard Braine (* 13. April 1922 in Bradford, England; † 28. Oktober 1986 in London, England) war ein britischer Autor, der vor allem für seinen Roman Der Weg nach oben bekannt ist.

## Leben
John Braine verließ die St. Bede’s Grammar School mit 16 und arbeitete in einem Geschäft, einem Labor und einer Fabrik, bevor er nach dem Zweiten Weltkrieg Bibliothekar wurde. Seinen Schulabschluss hatte er zuvor im Alter von 22 Jahren nachgeholt.
Bereits mit seinem ersten Roman Room at the Top gelang ihm 1957 ein Volltreffer. Es wurde 1957 von Herbert Schlüter übersetzt und erschien zunächst unter dem Titel ... und nähme doch Schaden an seiner Seele. Seit den sechziger Jahren ist es unter dem Namen Der Weg nach oben bekannt; gleichsam mit dem deutschen Titel der Verfilmung, bei der Jack Clayton Regie führte und Laurence Harvey die Hauptrolle übernahm.
Nach dem Erfolg seines Debütromans gab Braine seinen Beruf als Bibliothekar auf und wirkte als freier Schriftsteller, wenngleich Der Weg nach oben sein bekanntestes Buch blieb. Unter anderem erschien 1962 die Fortsetzung Life at the Top (Ein Mann der Gesellschaft).
Braine wird gewöhnlich mit der Angry-Young-Men-Bewegung in Verbindung gebracht.

## Werke

### Romane
- Room at the Top, 1957 (dt. …und nähme doch Schaden an seiner Seele, 1957; ab 1960/1963 unter dem Titel Der Weg nach oben)
- The Vodi, 1959 (dt. Denn die einen sind im Dunkeln, 1960)
- Life at the Top 1962 (dt. Ein Mann der Gesellschaft, 1963)
- The Jealous God, 1964
- The Crying Game, 1968
- Stay With Me Till Morning, 1970
- The Queen Of A Distant Country, 1972
- The Pious Agent, 1975
- Waiting for Sheila, 1976
- One And Last Love, 1981
- The Two Of Us, 1984
- These Golden Days, 1985

### Sachbücher
- Writing a Novel, 1974
- J. B. Priestley, 1978

## Filmografie (Auswahl)
- 1958: Der Weg nach oben
- 1965: Ein Platz ganz oben (Life at the top) – Regie: Ted Kotcheff
- 2005: The Jealous God – Regie: Steven Woodcock